# إستر سميث (ممثلة)
إستر سميث (بالإنجليزية: Esther Smith)‏ هي ممثلة بريطانية، ولدت في 28 نوفمبر 1986 في ستوربريدج في المملكة المتحدة.

## وصلات خارجية
- إستر سميث على موقع IMDb (الإنجليزية)
- إستر سميث على موقع ألو سيني (الفرنسية)
- إستر سميث على موقع قاعدة بيانات الفيلم (الإنجليزية)
- إستر سميث على موقع كينوبويسك (الروسية)